# 数字身份
数字身份（英語：Digital identity）是身份标识方式的一种，是一對「钥匙」，其中一个只有她/他本人知道（即私钥），另一个是公开的（公钥）。把数字身份比喻成一个证件，那么数字证书就是身份认证机构盖在数字身份上的一个章或印（或者说加在数字身份上的一个签名），表示身份认证机构已认定这个人的这个数字身份并为这个人的这个数字身份背书。没有任何背书/印/加签/数字证书的数字身份是没有什么实际意义的。
一般说来，如果有身份认证机构为某个数字身份发了数字证书（身份认证机构为这个数字身份加签），那么这个数字身份就不需要其他人或其他机构再次加签了。如果某个数字身份的数字证书是某个个人发的，那么就需要多人对这个数字身份进行加签。这就是PGP和GPG系统的情形。
签名的时候用密钥，验证签名的时候用公钥。又因为任何人都可以落款申称她/他就是你，因此公钥必须向接受者信任的人（身份认证机构）来注册。注册后，身份认证机构给你发一張数字证书。对文件签名后，你把此数字证书连同文件及签名一起发给接受者，接受者向身份认证机构求证是否真地是用你的密钥签发的文件。

## 应用
数字身份可以被用于标识一个人，或标识某一职务/岗位，或一台机器，或一个机构。目前还未被普遍地使用，因为公众还不太明白如何才能正确使用这种方式。一般大众可以通过对发出的电子邮件进行数字签名，以及对收到的电子邮件的数字签名进行验证来熟悉数字身份的使用。

## 安全提醒
- 密钥只有「数字身份」的持证人才拥有，除此之外任何人都不应该知道。如果密钥被他人知道，这个「数字身份」应当立即作废。
- 如果数字身份及其加签储存在电脑里，一般用密碼来保护它。要注意保护好密碼。
- 如果数字身份及其加签储存在卡里，要注意保存好卡。

## 获得方式
密钥获得方式依所用系统不同而不同：
- PGP和GPG。
- 由你的决定：请访问身份认证机构（CA）的网站以了解详情。身份认证机构的软件会为你生成一个数字身份，同时还会在这个数字身份上加签（也就是说为你的这个数字身份背书，或者说为你的这个数字身份发一张数字证书）。